# Gloucester Courthouse
Gloucester Courthouse település az Amerikai Egyesült Államok Virginia államában, Gloucester megyében, melynek megyeszékhelye is. Lakosainak száma 3030 fő (2020. április 1.).

## Népesség
A település népességének változása:

| 2010 | 2 951 |
| 2020 | 3 030 |